# Zdeněk Brandl
Zdeněk Brandl (10. října 1939 Benešov – 20. srpna 2013 České Budějovice) byl český hydrobiolog a vysokoškolský pedagog, v letech 1998 až 2004 děkan Přírodovědecké fakulty Jihočeské univerzity.  
V roce 1945 začal chodit na základní školu a poté absolvoval jedenáctiletou školu. V roce 1956 zahájil studium na Biologické fakultě Univerzity Karlovy. V roce 1961 studium úspěšně ukončil, když se zaměřil na podobor hydrobiologie. Po absolvování vysoké školy absolvoval povinnou vojenskou službu, při jejímž vykonávání byl umístěn v Jáchymově u uranových dolů. V roce 1966 se stal kandidátem věd po aspirantuře na Hydrobiologickém ústavu ČSAV v Praze a v roce 1974 začal pracovat na Vodní nádrži Slapy v Nebřichu. Od roku 1985 pracoval Brandl na Vodní nádrži Římov.
Po sametové revoluci se Brandl podílel na založení Biologické fakulty Jihočeské univerzity. V roce 1991 se po úspěšném založení této univerzity přestěhoval do Českých Budějovic a krátce nato se stal proděkanem fakulty. Na této fakultě se poté Brandl stal v roce 1998 docentem a v roce 2003 profesorem a v letech 1998 až 2004 byl poté po dvě funkční období děkanem fakulty. V roce 2004 se navíc stal prorektorem Jihočeské univerzity pro pedagogickou činnost, později byl prorektorem pro studium.